# کازیس گرینیوس
کازیس گرینیوس (انگلیسی: Kazys Grinius؛ ۱۷ دسامبر ۱۸۶۶ – ۴ ژوئن ۱۹۵۰) یک سیاست‌مدار اهل لیتوانی بود. وی از ژوئن تا دسامبر ۱۹۲۶ رئیس‌جمهور این کشور بود.